# Eleições legislativas portuguesas de 1987 na Madeira
| Eleições legislativas portuguesas de 1987 Distritos: Aveiro \| Beja \| Braga \| Bragança \| Castelo Branco \| Coimbra \| Évora \| Faro \| Guarda \| Leiria \| Lisboa \| Portalegre \| Porto \| Santarém \| Setúbal \| Viana do Castelo \| Vila Real \| Viseu \| Açores \| Madeira \| Estrangeiro |

## Resultados por Concelho
Os resultados nos concelhos da Região Autónoma da Madeira foram os seguintes:

### Calheta
| Partido                 | Partido                        | Votos | %               | +/-  |
| ----------------------- | ------------------------------ | ----- | --------------- | ---- |
|                         | Partido Social Democrata       | 5 033 | 77,05 / 100,00  | 5,34 |
|                         | Centro Democrático e Social    | 741   | 11,34 / 100,00  | 4,22 |
|                         | Partido Socialista             | 356   | 5,45 / 100,00   | 0,19 |
|                         | Coligação Democrática Unitária | 66    | 1,01 / 100,00   | 0,03 |
|                         | Outros                         | 190   | 2,90 / 100,00   |      |
| Votos Inválidos         | Votos Inválidos                | 146   | 2,24 / 100,00   | 0,84 |
| Total                   | Total                          | 6 532 | 100,00 / 100,00 |      |
| Eleitorado/Participação | Eleitorado/Participação        | 9 170 | 71,23 / 100,00  | 1,31 |

### Câmara de Lobos
| Partido                 | Partido                           | Votos  | %               | +/-  |
| ----------------------- | --------------------------------- | ------ | --------------- | ---- |
|                         | Partido Social Democrata          | 8 812  | 74,27 / 100,00  | 4,74 |
|                         | Partido Socialista                | 1 219  | 10,27 / 100,00  | 1,30 |
|                         | Centro Democrático e Social       | 442    | 3,73 / 100,00   | 1,68 |
|                         | União Democrática Popular         | 309    | 2,60 / 100,00   | 0,86 |
|                         | Partido Renovador Democrático     | 220    | 1,85 / 100,00   | 3,51 |
|                         | Partido da Democracia Cristã      | 135    | 1,14 / 100,00   | 0,39 |
|                         | Coligação Democrática Unitária    | 126    | 1,06 / 100,00   | 0,85 |
|                         | Partido Socialista Revolucionário | 120    | 1,01 / 100,00   | 0,19 |
|                         | Outros                            | 123    | 1,03 / 100,00   |      |
| Votos Inválidos         | Votos Inválidos                   | 359    | 3,03 / 100,00   | 0,15 |
| Total                   | Total                             | 11 865 | 100,00 / 100,00 |      |
| Eleitorado/Participação | Eleitorado/Participação           | 17 709 | 67,00 / 100,00  | 1,58 |

### Funchal
| Partido                 | Partido                        | Votos  | %               | +/-   |
| ----------------------- | ------------------------------ | ------ | --------------- | ----- |
|                         | Partido Social Democrata       | 30 642 | 55,85 / 100,00  | 10,22 |
|                         | Partido Socialista             | 12 126 | 22,10 / 100,00  | 4,79  |
|                         | Centro Democrático e Social    | 2 963  | 5,40 / 100,00   | 2,64  |
|                         | Partido Renovador Democrático  | 2 751  | 5,01 / 100,00   | 9,52  |
|                         | União Democrática Popular      | 2 188  | 3,99 / 100,00   | 1,28  |
|                         | Coligação Democrática Unitária | 1 493  | 2,72 / 100,00   | 1,90  |
|                         | Outros                         | 1 439  | 2,62 / 100,00   |       |
| Votos Inválidos         | Votos Inválidos                | 1 258  | 2,29 / 100,00   | 0,13  |
| Total                   | Total                          | 54 860 | 100,00 / 100,00 |       |
| Eleitorado/Participação | Eleitorado/Participação        | 83 681 | 65,56 / 100,00  | 2,00  |

### Machico
| Partido                 | Partido                        | Votos  | %               | +/-   |
| ----------------------- | ------------------------------ | ------ | --------------- | ----- |
|                         | Partido Social Democrata       | 6 506  | 66,64 / 100,00  | 11,57 |
|                         | Partido Socialista             | 1 436  | 14,71 / 100,00  | 7,57  |
|                         | União Democrática Popular      | 803    | 8,22 / 100,00   | 12,75 |
|                         | Partido Renovador Democrático  | 329    | 3,37 / 100,00   | 4,26  |
|                         | Centro Democrático e Social    | 141    | 1,44 / 100,00   | 1,55  |
|                         | Coligação Democrática Unitária | 126    | 1,29 / 100,00   | 0,85  |
|                         | Outros                         | 237    | 2,42 / 100,00   |       |
| Votos Inválidos         | Votos Inválidos                | 185    | 1,89 / 100,00   | 0,50  |
| Total                   | Total                          | 9 763  | 100,00 / 100,00 |       |
| Eleitorado/Participação | Eleitorado/Participação        | 15 003 | 65,07 / 100,00  | 3,09  |

### Ponta do Sol
| Partido                 | Partido                     | Votos | %               | +/-  |
| ----------------------- | --------------------------- | ----- | --------------- | ---- |
|                         | Partido Social Democrata    | 3 786 | 83,43 / 100,00  | 9,06 |
|                         | Centro Democrático e Social | 262   | 5,77 / 100,00   | 6,28 |
|                         | Partido Socialista          | 257   | 5,66 / 100,00   | 0,23 |
|                         | Outros                      | 175   | 3,84 / 100,00   |      |
| Votos Inválidos         | Votos Inválidos             | 58    | 1,28 / 100,00   | 0,05 |
| Total                   | Total                       | 4 538 | 100,00 / 100,00 |      |
| Eleitorado/Participação | Eleitorado/Participação     | 6 162 | 73,64 / 100,00  | 1,59 |

### Porto Moniz
| Partido                 | Partido                        | Votos | %               | +/-  |
| ----------------------- | ------------------------------ | ----- | --------------- | ---- |
|                         | Partido Social Democrata       | 1 639 | 77,97 / 100,00  | 6,78 |
|                         | Centro Democrático e Social    | 249   | 11,85 / 100,00  | 4,21 |
|                         | Partido Socialista             | 112   | 5,33 / 100,00   | 0,81 |
|                         | Coligação Democrática Unitária | 25    | 1,19 / 100,00   | 0,28 |
|                         | Outros                         | 40    | 1,90 / 100,00   |      |
| Votos Inválidos         | Votos Inválidos                | 37    | 1,76 / 100,00   | 0,46 |
| Total                   | Total                          | 2 102 | 100,00 / 100,00 |      |
| Eleitorado/Participação | Eleitorado/Participação        | 2 771 | 75,86 / 100,00  | 0,12 |

### Porto Santo
| Partido                 | Partido                       | Votos | %               | +/-  |
| ----------------------- | ----------------------------- | ----- | --------------- | ---- |
|                         | Partido Social Democrata      | 1 379 | 60,54 / 100,00  | 9,45 |
|                         | Partido Socialista            | 725   | 31,83 / 100,00  | 3,73 |
|                         | Centro Democrático e Social   | 51    | 2,24 / 100,00   | 0,93 |
|                         | Partido Renovador Democrático | 25    | 1,10 / 100,00   | 4,35 |
|                         | Outros                        | 52    | 2,28 / 100,00   |      |
| Votos Inválidos         | Votos Inválidos               | 46    | 2,02 / 100,00   | 0,21 |
| Total                   | Total                         | 2 278 | 100,00 / 100,00 |      |
| Eleitorado/Participação | Eleitorado/Participação       | 3 058 | 74,49 / 100,00  | 3,47 |

### Ribeira Brava
| Partido                 | Partido                           | Votos | %               | +/-  |
| ----------------------- | --------------------------------- | ----- | --------------- | ---- |
|                         | Partido Social Democrata          | 4 653 | 76,27 / 100,00  | 1,85 |
|                         | Partido Socialista                | 534   | 8,75 / 100,00   | 0,88 |
|                         | Centro Democrático e Social       | 289   | 4,74 / 100,00   | 1,35 |
|                         | União Democrática Popular         | 76    | 1,25 / 100,00   | 0,16 |
|                         | Partido Renovador Democrático     | 73    | 1,20 / 100,00   | 0,84 |
|                         | Partido Socialista Revolucionário | 68    | 1,11 / 100,00   | 0,53 |
|                         | Coligação Democrática Unitária    | 62    | 1,02 / 100,00   | 0,92 |
|                         | Outros                            | 116   | 1,90 / 100,00   |      |
| Votos Inválidos         | Votos Inválidos                   | 230   | 3,77 / 100,00   | 0,49 |
| Total                   | Total                             | 6 101 | 100,00 / 100,00 |      |
| Eleitorado/Participação | Eleitorado/Participação           | 9 121 | 66,89 / 100,00  | 4,80 |

### Santa Cruz
| Partido                 | Partido                           | Votos  | %               | +/-  |
| ----------------------- | --------------------------------- | ------ | --------------- | ---- |
|                         | Partido Social Democrata          | 8 542  | 69,75 / 100,00  | 8,54 |
|                         | Partido Socialista                | 1 833  | 14,97 / 100,00  | 1,43 |
|                         | Centro Democrático e Social       | 396    | 3,23 / 100,00   | 2,18 |
|                         | Partido Renovador Democrático     | 301    | 2,46 / 100,00   | 5,46 |
|                         | Coligação Democrática Unitária    | 277    | 2,26 / 100,00   | 1,74 |
|                         | União Democrática Popular         | 217    | 1,77 / 100,00   | 0,79 |
|                         | Partido Socialista Revolucionário | 133    | 1,09 / 100,00   | 0,36 |
|                         | Outros                            | 265    | 2,17 / 100,00   |      |
| Votos Inválidos         | Votos Inválidos                   | 283    | 2,31 / 100,00   | 0,71 |
| Total                   | Total                             | 12 247 | 100,00 / 100,00 |      |
| Eleitorado/Participação | Eleitorado/Participação           | 16 782 | 72,98 / 100,00  | 2,02 |

### Santana
| Partido                 | Partido                       | Votos | %               | +/-  |
| ----------------------- | ----------------------------- | ----- | --------------- | ---- |
|                         | Partido Social Democrata      | 4 327 | 81,32 / 100,00  | 6,90 |
|                         | Partido Socialista            | 333   | 6,26 / 100,00   | 0,55 |
|                         | Centro Democrático e Social   | 299   | 5,62 / 100,00   | 2,64 |
|                         | Partido Renovador Democrático | 72    | 1,35 / 100,00   | 3,39 |
|                         | Outros                        | 195   | 3,67 / 100,00   |      |
| Votos Inválidos         | Votos Inválidos               | 95    | 1,78 / 100,00   | 0,30 |
| Total                   | Total                         | 5 321 | 100,00 / 100,00 |      |
| Eleitorado/Participação | Eleitorado/Participação       | 8 197 | 64,91 / 100,00  | 6,72 |

### São Vicente
| Partido                 | Partido                       | Votos | %               | +/-   |
| ----------------------- | ----------------------------- | ----- | --------------- | ----- |
|                         | Partido Social Democrata      | 2 644 | 74,10 / 100,00  | 10,56 |
|                         | Centro Democrático e Social   | 351   | 9,84 / 100,00   | 3,39  |
|                         | Partido Socialista            | 328   | 9,19 / 100,00   | 0,05  |
|                         | Partido Renovador Democrático | 57    | 1,60 / 100,00   | 5,11  |
|                         | Outros                        | 117   | 3,28 / 100,00   |       |
| Votos Inválidos         | Votos Inválidos               | 71    | 1,99 / 100,00   | 0,80  |
| Total                   | Total                         | 3 568 | 100,00 / 100,00 |       |
| Eleitorado/Participação | Eleitorado/Participação       | 5 623 | 63,45 / 100,00  | 1,18  |